# 2437 Amnestia
2437 Amnestia је астероид главног астероидног појаса чија средња удаљеност од Сунца износи 2,188 астрономских јединица (АЈ).
Апсолутна магнитуда астероида је 13,1.